# Csekei Zoltán
Csekei Zoltán (Domony, 1914 január 2. – Budapest, 1953 december 22.) Munkácsy-díjas festőművész. Festményein a szocialista realizmust igyekezett ötvözni a plein air festészet stílusával.

## Életrajz
1932-41 Magyar Képzőművészeti Főiskola növendéke, mestere Réti István volt. A főiskola 1937-ben a Műcsarnokban rendezett kiállításán és az 1938-as Székely Bertalan-díj pályázatán dicsérő elismerésben részesült. 
1941-ben a Szinyei Társaság Tavaszi Szalonjában kiállított műveit Káldy Jenő-díjjal jutalmazták.
Tanulmányai végeztével Tatán, majd Szovátán dolgozott. A II. világháború alatt a Szovjetunióba került, ahol dekorációs és grafikai munkákat végzett. 1947-ben hazatért. 1949-től munkásábrázolásokat készített. 

### Egyéni kiállítások
1941 Szinyei Társaság, Tavaszi Szalon

### Válogatott csoportos kiállítások
1950 I. Magyar Képzőművészeti kiállítás, Műcsarnok, Budapest

## Díjak
- 1938 Székely Bertalan-díj
- 1941 Káldy Jenő-díj
- 1950 Munkácsy-díj II. fokozat
- 1953 Munkácsy-díj III. fokozat